# Asura arctocarpi
Asura arctocarpi är en fjärilsart som beskrevs av Moore 1878. Asura arctocarpi ingår i släktet Asura och familjen björnspinnare. Inga underarter finns listade i Catalogue of Life.